# Achim Bachem
Achim Bachem (* 17. März 1947 in Beuel bei Bonn) ist ein deutscher Mathematiker, Informatiker und Wissenschaftsorganisator.

## Werdegang
Bachem studierte von 1969 bis 1973 Mathematik und Physik an der Universität Köln und der Universität Bonn, wo er 1976 bei Bernhard Korte promoviert wurde (Beiträge zur Theorie der Corner Polyeder) und sich 1980 in Operations Research habilitierte. Von 1980 bis 1982 war er Professor für Angewandte Mathematik an der Universität Erlangen-Nürnberg und 1982/83 Professor für Operations Research in Bonn. Von 1983 bis 1996 war er Professor für Angewandte Mathematik an der Universität Köln und Direktor des Instituts für Mathematik und seit 1988 zusätzlich des Instituts für Informatik. Von 1989 bis 1991 war er Dekan der Mathematisch-Naturwissenschaftlichen Fakultät.
1993 war er Mitgründer des Zentrums für Paralleles Rechnen (ZPR) und 1993 bis 1996 dessen Vorsitzender. Er war von 2006 bis 2014 Vorstand des Forschungszentrum Jülich und im Vorstand des Gauss Centre for Supercomputing. Außerdem ist er Vorsitzender des Verbunds Europäischer Supercomputing-Zentren (PRACE). Er ist seit dem 23. Oktober 2007 Träger des Verdienstordens des Landes Nordrhein-Westfalen.
Von 1996 bis 2006 war er im Vorstand des Deutschen Zentrums für Luft- und Raumfahrt (DLR) und von 1998 bis 2002 Deutscher Delegierter bei der Europäischen Weltraumorganisation (ESA).
Er ist Vizepräsident der Helmholtz-Gesellschaft. Er ist Aufsichtsrat der Wincor Nixdorf AG und der Pironet NDH AG, im Beirat der NRW Bank, Mitglied im Deutschen BioÖkonomieRat, Verwaltungsrat des Max-Planck-Instituts für Eisenforschung in Düsseldorf und Vorsitzender des Hochschulrats der FH Aachen.
Er ist Mitglied der Deutschen Akademie der Technikwissenschaften (acatech), der International Academy of Astronautics (IAA) und der Akademie der Geowissenschaften in Hannover.
Er ist verheiratet und hat zwei Kinder.

## Schriften
- Herausgeber: Mathematik in der Praxis; Springer 1995